# Biblioteca Sagrada Família - Josep M. Ainaud de Lasarte
La Biblioteca Sagrada Família-Josep M. Ainaud de Lasarte està situada al carrer de Provença, 480, al barri de la Sagrada Família de Barcelona. És la biblioteca central del districte de l'Eixample i porta el nom de l'historiador català Josep Maria Ainaud de Lasarte.

## Biblioteca
Està especialitzada en ciència i medi ambient. L'Associació Catalana de Comunicació Científica, hi col·labora amb el projecte Il·lustraciència. Des dels inicis, disposa d'un fons especial de temàtica LGTBI, que consta actualment d'uns 800 volums. També té una col·lecció local, formada per documents que fan referència al districte de l'Eixample i al barri de la Sagrada Família, a més d'obres escrites per autors vinculats a l’entorn.

## Edifici
Projectat per l'arquitecte Manuel Ruisánchez i Capelastegui, va ser inaugurat el 12 de juliol del 2007. Construït sobre el mercat de la Sagrada Família, té una superfície total de 2.900 m² distribuïts en quatre plantes connectades per un pati interior que fa arribar llum natural a totes les altures. L'eliminació de la crugia central dona forma a l'edifici, dividint-lo en dues barres paral·leles, introduint un espai de llum al centre de la biblioteca. L'accés és pel xamfrà, convertint els baixos en una prolongació de l'espai públic.